# Līna Mūze
Līna Mūze (ur. 4 grudnia 1992 w Smiltene) – łotewska lekkoatletka specjalizująca się w rzucie oszczepem.
W 2010 roku zdobyła srebrny medal mistrzostw świata juniorów, a rok później została wicemistrzynią Europy w kategorii juniorów. W sezonie 2012 startowała w finale mistrzostw Europy oraz odpadła w eliminacjach igrzysk olimpijskich w Londynie. W 2013 zdobyła złoto młodzieżowych mistrzostw Europy w Tampere. Srebrna medalistka uniwersjady (2015). Uczestniczka mistrzostw Europy w Amsterdamie (2016), w których odpadła po eliminacjach. Złota medalistka Igrzysk europejskich w 2023.
Stawała na podium mistrzostw Łotwy.
Rekord życiowy: 64,87 (18 maja 2019, Szanghaj).

## Osiągnięcia
| Rok  | Impreza                                  | Miejsce    | Lokata            | Wynik |
| ---- | ---------------------------------------- | ---------- | ----------------- | ----- |
| 2009 | Mistrzostwa świata juniorów młodszych    | Bressanone | 6. miejsce        | 50,36 |
| 2010 | Mistrzostwa świata juniorów              | Moncton    | 2. miejsce        | 56,64 |
| 2011 | Mistrzostwa Europy juniorów              | Tallinn    | 2. miejsce        | 55,83 |
| 2012 | Mistrzostwa Europy                       | Helsinki   | 10. miejsce       | 55,60 |
| 2012 | Igrzyska olimpijskie                     | Londyn     | el. – 13. miejsce | 59,91 |
| 2013 | Młodzieżowe mistrzostwa Europy           | Tampere    | 1. miejsce        | 58,61 |
| 2013 | Mistrzostwa świata                       | Moskwa     | el. – 14. miejsce | 60,29 |
| 2014 | Mistrzostwa Europy                       | Zurych     | el. – 19. miejsce | 53,42 |
| 2015 | Zimowy puchar Europy w rzutach           | Leiria     | 6. miejsce        | 58,33 |
| 2015 | Uniwersjada                              | Gwangju    | 2. miejsce        | 60,26 |
| 2016 | Puchar Europy w rzutach                  | Arad       | 2. miejsce        | 61,26 |
| 2016 | Mistrzostwa Europy                       | Amsterdam  | –                 | NM    |
| 2018 | Mistrzostwa Europy                       | Berlin     | el. – 19. miejsce | 53,95 |
| 2019 | Mecz Europa – USA                        | Mińsk      | 4. miejsce        | 59,71 |
| 2019 | Mistrzostwa świata                       | Doha       | el. – 27. miejsce | 55,66 |
| 2021 | Igrzyska olimpijskie                     | Tokio      | el. – 26. miejsce | 57,33 |
| 2022 | Puchar Europy w rzutach                  | Leiria     | 1. miejsce        | 58,12 |
| 2022 | Mistrzostwa świata                       | Eugene     | 6. miejsce        | 61,26 |
| 2022 | Mistrzostwa Europy                       | Monachium  | 7. miejsce        | 58,11 |
| 2023 | II dywizja drużynowych mistrzostw Europy | Chorzów    | 1. miejsce        | 62,38 |
| 2023 | Mistrzostwa świata                       | Budapeszt  | 9. miejsce        | 58,43 |
| 2024 | Mistrzostwa Europy                       | Rzym       | 8. miejsce        | 58,58 |
| 2024 | Igrzyska olimpijskie                     | Paryż      | el. – 17. miejsce | 60,30 |